# Arkadiusz Onyszko
Arkadiusz Onyszko (* 12. Januar 1974 in Lublin, Polen) ist ein ehemaliger polnischer Fußballspieler.

## Vereinskarriere
Onyszko begann seine Profikarriere bei Zawisza Bydgoszcz, wo er im Alter von nur 17 Jahren in der polnischen Ekstraklasa debütierte. 1994 wechselte er zum polnischen Spitzenklub Legia Warschau. Hier war er allerdings nur Reservist und verbrachte eine Saison leihweise bei Polonia Warschau. Nach seiner Rückkehr zu Legia Warschau war er erneut nur Reservetorhüter. Zur Saison 1994/1995 wechselte er fest zum Ligakonkurrenten Warta Posen. Hier spielte er regelmäßig und weckte damit das Interesse des bekannteren Stadtrivalen Lech Posen. 1996 wechselte er dann zu Lech und war dort die unumstrittene Nummer eins im Tor. Nach einer weiteren Saison bei Widzew Łódź in der Ekstraklasa wechselte Onyszko 1998 nach Dänemark zu Viborg FF. In Dänemark lief es von Anfang an sehr gut für ihn. Für Viborg spielte er insgesamt sechs Saisons, in denen er immer Stammtorhüter war. 2004 wechselte er innerhalb der dänischen Liga zu Odense BK.
Onyszko wurde vom Odense BK gekündigt, nachdem er wegen schwerer Misshandlung seiner Ehefrau mit Verletzungsfolge am 2. März 2009 verhaftet und am 24. Juni 2009 zu drei Monaten Haft verurteilt worden war. Nach seiner Freilassung unterschrieb er zum 4. Juli 2009 einen Vertrag mit dem FC Midtjylland. Dort spielte er mit einer elektronischen Fußfessel, als Folge seiner Haftstrafe, die zur Bewährung ausgesetzt worden war. Am 2. November 2009 teilte der FC Midtjylland Onyszko mit, dass er fristlos gekündigt wird. Er hatte in der am selben Tag erschienenen Autobiographie „Fucking Polak“ geschrieben: „Ich hasse Schwule, das tu ich wirklich. Meiner Meinung nach ist es so verdammt eklig, wenn sie miteinander sprechen, als ob sie Mädchen wären. Ich kann mich nicht mit einem Schwulen im selben Raum aufhalten. […] In einer Fußballmannschaft bin ich noch nie einem Schwulen begegnet. Das wäre auch unmöglich.“ In einer Pressemeldung erklärte der Vorstand, dass die Aussagen mit den Grundwerten des Vereins unvereinbar seien. Am 18. November 2009 unterschrieb er einen Dreijahresvertrag mit Silkeborg IF. Dieser wurde allerdings im Januar 2010 wieder aufgelöst. Daraufhin kehrte Onyszko noch im Januar in seine polnische Heimat zurück und unterschrieb einen Vertrag bei Odra Wodzisław aus dem oberschlesischen Loslau.

## Nationalmannschaft
Onyszko spielte zweimal in der polnischen Fußballnationalmannschaft. Er war im Kader der polnischen Olympiaauswahl, die 1992 bei den Olympischen Spielen in Barcelona die Silbermedaille gewann, allerdings wurde er in keinem der Spiele eingesetzt.

## Erfolge
- 1990: Dritter U16-Vize-Europameister
- 1992: Olympische Silbermedaille
- 1995: Polnischer Supercupsieger
- 2007: Dänischer Pokalsieger